# ماريا جروب
ماريا جروب هو استوديو للهندسة المعمارية والتصميم بقيادة الثنائي الأخ والأخت ميشيل ماريا تشايا وجورج ماريا.  تشتهر ماريا جروب بعملها في مجالات الهندسة المعمارية والتصميم الداخلي وتصميم الأثاث.

## تاريخ
تأسست ماريا جروب في عام 1999 في بيروت، لبنان، على يد ميشيل ماريا ويولا ماريا وميشيل ماريا وجورج ماريا. يقود المجموعة حاليًا الثنائي الأخ والأخت جورج وميشيل. حصلت ميشيل على درجة البكالوريوس في الهندسة المعمارية من الجامعة الأمريكية في بيروت عام 1999، حيث تم تكريمها بجائزة عازار وجائزة عرين للتميز في الهندسة المعمارية. من ناحية أخرى، حصل جورج ماريا على درجة الماجستير في الهندسة المعمارية من الأكاديمية اللبنانية للفنون الجميلة عام 2003.
افتتحت ماريا جروب في البداية مكتبها الافتتاحي في وسط بيروت. ومع ذلك، في عام 2006، انتقلوا إلى شارع لبنان في الأشرفية، مما يمثل تحولًا في قاعدتهم التشغيلية إلى هذا الموقع الجديد.
في عام 2022، أنشأت ماريا جروب مكتبًا جديدًا في دبي، وفي عام 2023 مكتبًا آخر في لندن مع كلوديا سكاف كشريك محلي.

## خدمات
شاركت ماريا جروب في العديد من المشاريع، بما في ذلك المساعي السكنية والتجارية والثقافية. تتمحور فلسفة الشركة حول إنشاء مساحات فريدة وشخصية ترتبط ارتباطًا وثيقًا بالعميل والسياق. إنهم يعطون الأولوية للاهتمام بالتفاصيل ويسعون لتحقيق علاقة طبيعية بين الأشياء والأثاث والمواد والضوء في تصميماتهم.

## مشاريع بارزة
شاركت ماريا جروب في العديد من المشاريع العامة والتجارية التي نالت الإشادة لنهجها المبتكر والتعاون. تتضمن بعض الأمثلة البارزة ما يلي:

### مبنى كلية ACS
بعد فوزهم في المنافسة، تم تكليف ماريا جروب بتصميم مبنى هيئة التدريس الجديد في مدرسة المجتمع الأمريكي، مع الأخذ في الاعتبار كل من السياق الحالي والخطة الرئيسية المستقبلية.

### كمبوند وادي قرطبة
ماريا جروب هي إحدى الشركات المعمارية المشاركة في تصميم وادي قرطبة بالرياض. المجمع، الذي طورته شركة سوليدير إنترناشونال، هو مجمع سكني منخفض الارتفاع معاصر للوافدين.  ساهمت ماريا جروب، جنبًا إلى جنب مع المهندسين المعماريين الآخرين، في إنشاء مجموعة متناغمة ومتنوعة من خيارات الإقامة السكنية. أعطى التصميم الأولوية لتحسين وحدات المعيشة، وإنشاء طرق مشاة محمية، والاستدامة من خلال استراتيجيات سلبية ونشطة. حصل المشروع على تقدير في جوائز سيتي سكيب العالمية 2018 في فئة العقارات السكنية المنخفضة إلى المتوسطة الارتفاع. 

### مطعم مايه
قدم مطعم مايه أول تجربة طعام حصرية لـ " أوماكاس " في بيروت. تم ترشيح مايه في القائمة المختصرة لجوائز تصميم المطاعم والبار.
ظهر مطعم مايه، وهو مؤسسة معروفة بتجربة تناول الطعام " أوماكاس " الحصرية، لأول مرة في بيروت. حصل المطعم على تقدير من خلال ترشيحه لجوائز تصميم المطعم والبار. في 4 آب / أغسطس 2020، تضرر قسم كبير من بيروت من انفجار المرفأ وأدى إلى إغلاق المطعم.
بعد عامين، افتتح مطعم مايه الجديد أبوابه في منطقة مرليبون بلندن، من تصميم ماريا جروب. يقدم المطعم المدرج حاليًا في دليل ميشلان تجربة أوماكاس في الطابق الأرضي، بينما يضم الطابق الأرضي السفلي بارًا يابانيًا.

### ميت ذا فيش لندن
يقع مشروع لحم السمك في قلب حديقة كادوجان في وسط لندن، ويضم الطابق الأرضي والطابق الأرضي السفلي من مبنى مكون من أربعة طوابق. يمثل هذا أول ظهور لـ لحم السمك في أوروبا، وفقًا للمفهوم الأصلي الذي تم تطويره في بيروت. يقدم المطعم مأكولات البحر الأبيض المتوسط الآسيوي وتكييف الأطباق موسمياً.

### إعادة تصميم مطعم وسط
في عام 2014، تلقت ماريا جروب عمولة لإجراء إعادة تصميم المساحات الداخلية والخارجية لمطعم وسط في بيروت. تم تصميم المطعم في البداية من قبل المهندس المعماري برنارد خوري في عام 2001.

### بينالي بيت اليوم
في عام 2014، شاركت ماريا جروب في بيت بينالي اليوم، موضوع " عارية، ما وراء القناع الاجتماعي ". مساهمتهم في الحدث مع جدول مصمم خصيصًا بعنوان "المواجهة". أظهر التثبيت طاولة معروضة فوق مرآة كبيرة، تعكس جانبًا سفليًا غير متوقع، مما يخلق تأثيرًا بصريًا مثيرًا للفضول.

### تنورة ستيك هاوس للتصميم الداخلي
في عام 2017، نُسب إلى الشركة التصميم الداخلي المنشور دوليًا لمطعم لحوم تنورة، الواقع في وسط بيروت.

## تعرُّف
اكتسبت ماريا جروب اعترافًا كواحدة من أفضل 35 مهندسًا معماريًا في بيروت.  تم عرض أعمالهم في العديد من المنشورات بالمملكة المتحدة.